# کو-آپ
کو-آپ (انگلیسی: Co-op) شرکت بیمه بریتانیایی است، که در سال ۱۸۶۷ تأسیس شد.